# Veronica bidwillii
Veronica bidwillii är en grobladsväxtart som beskrevs av William Jackson Hooker. Veronica bidwillii ingår i släktet veronikor, och familjen grobladsväxter. Inga underarter finns listade i Catalogue of Life.